# Fekete teknős

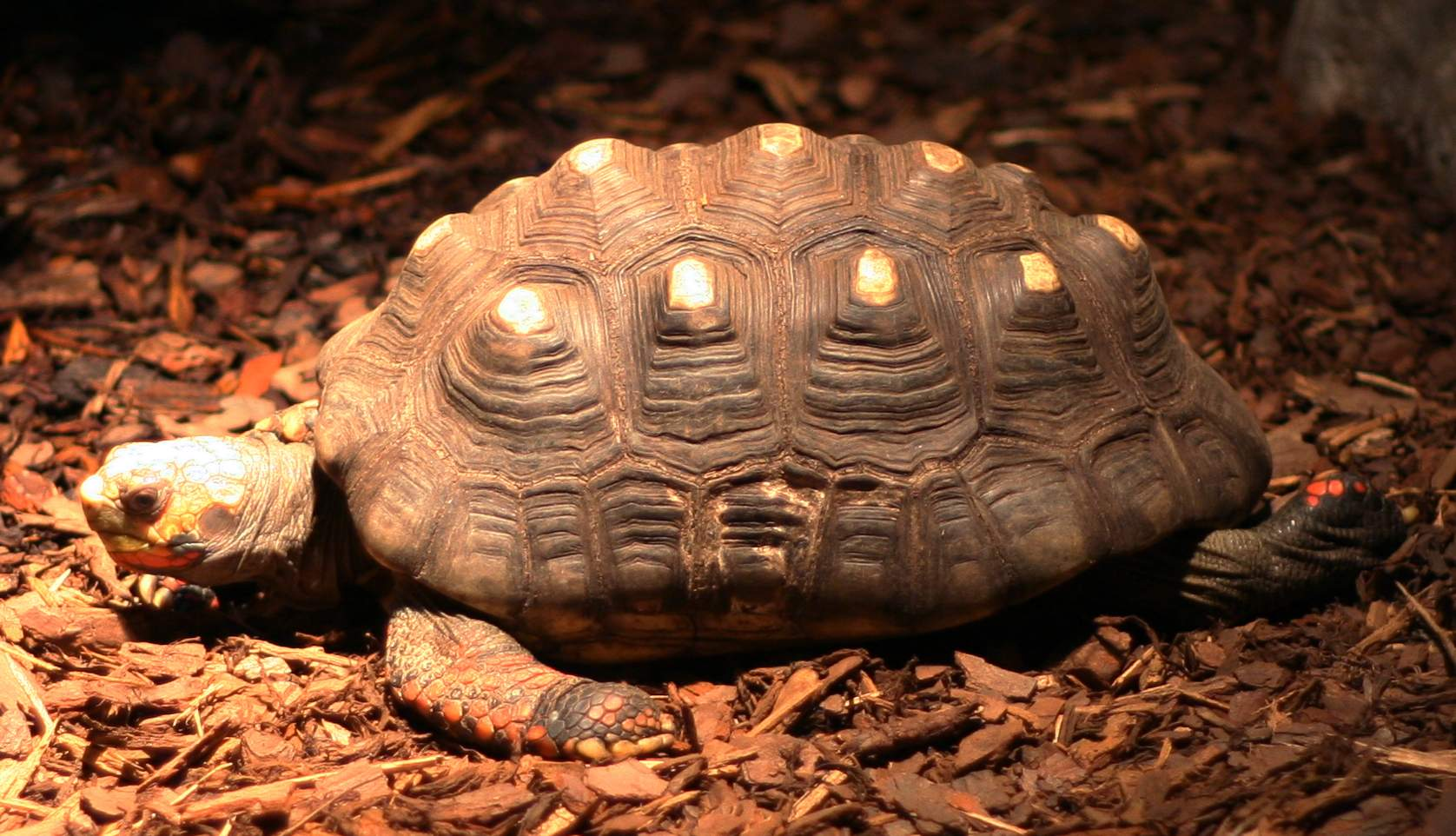

A fekete teknős vagy szenes teknős (Chelonoidis carbonarius), korábban (Geochelone carbonaria)  a hüllők (Reptilia) osztályába  és a teknősök (Testudines) rendjébe és a  Szárazföldi teknősfélék (Testudinidae) családjába tartozó faj.

## Előfordulása
Panamától, Argentína északi részéig honos, de néhány karibi szigeten (Trinidad és Tobago, Barbados, Saint Lucia) is betelepítették. Főleg szárazabb erdőkben és füves szavannákon él, de a víz közelségéhez ragaszkodik. Gyakran tartják háziállatként. Venezuelában és Kolumbiában morrocoy-nak hívják.

## Megjelenése
Testhossza 50 centiméter, testtömege 20 kilogramm. A hátpáncélja fekete, a pajzsok közepén sárgás foltokkal, haspáncélja világosbarna, sárga színezettel. A fej egyes részei és a lábak egyes pikkelyei élénkvörösek. 
|  |

## Életmódja
Szárazföldi életet él, főleg növényekkel (gyümölcsök, gombák, bogyók) táplálkozik, de olykor ráveti magát a döghúsra is. Viszonylag sokáig, akár 80 évig is élnek.

## Szaporodása
A nőstények maximálisan 15 tojást tojnak átlagosan a költő szezon ideje alatt. A 100-200 nap után kikelő teknősök 46 mm hosszúak.